# Digital Cleanup Day
 (avril 2023).
L'article doit être relu — et modifié si nécessaire — par des contributeurs indépendants pour apporter un regard critique aux contributions effectuées en violation des conditions d'utilisation de Wikipédia, tant sur la forme (notamment concernant le style encyclopédique, la proportionnalité) que sur le fond (la neutralité de point de vue, la qualité et l'indépendance des sources).
 (novembre 2023).
Le Digital Cleanup Day, aussi appelé la « Journée mondiale du nettoyage numérique », est un événement annuel lancé en 2019 par Kévin Guérin pour sensibiliser la population mondiale à l'impact environnemental de l'industrie numérique. Cette initiative encourage la population à agir concrètement en nettoyant leurs données numériques et/ou en offrant une seconde vie à leurs équipements informatiques inutilisés qui se trouvent dans des tiroirs. Le Digital Cleanup Day, anciennement appelé Cyber World Cleanup Day, a été lancé en France en 2020. Co-porté par l'Institut français du numérique responsable (INR) et le World Cleanup Day France (WCD), il s'est rapidement étendu dans d'autres pays, notamment en Italie et en Suisse. La première édition suisse a connu un grand succès avec la participation de nombreux citoyens et la collecte de tonnes de données numériques et d'équipements électroniques à recycler,,.
L'objectif principal de cette initiative est de limiter les impacts environnementaux causés par l'utilisation croissante des technologies numériques. En effet, bien que la pollution numérique soit invisible, elle est bien réelle. L'impact de l'industrie numérique sur les gaz à effet de serre dépasse celui de l'aviation civile en temps normal. C'est pourquoi il est important que chacun prenne des mesures concrètes pour réduire son empreinte carbone,.
Les technologies numériques ont un impact environnemental considérable, à la fois pendant leur fabrication, qui est très émettrice en CO2, et pendant leur utilisation. Leur consommation énergétique, ainsi que le poids des activités en ligne, ajoutent également à leur empreinte carbone. Être sensibilisé aux usages du numérique permet donc de réduire les impacts environnementaux de cette industrie. Selon l'Institut du numérique responsable, l'économie et les usages numériques sont responsables de 6 % des émissions mondiales de gaz à effet de serre, soit autant que le transport aérien civil.
Le Cyber World Cleanup Day encourage tous les acteurs du territoire à supprimer les fichiers informatiques et les e-mails inutiles stockés sur leurs ordinateurs et à donner une seconde vie au équipements numériques en préférant la réparation ou le réemploi au recyclage. Cette initiative est soutenue par des villes et agglomérations dans le monde entier, qui travaillent ensemble pour sensibiliser la population à l'importance de réduire l'empreinte environnementale de l'industrie numérique.

## Genèse
Le World CleanUp Day est un événement international visant à lutter contre la pollution causée par les déchets sauvages. Ce mouvement mondial est lancé chaque année par l'association estonienne à but non lucratif Let's Do It Foundation, qui est membre accrédité du programme des Nations Unies pour l'Environnement. Il mobilise des millions de citoyens dans plus de 180 pays pour nettoyer les rues, les plages, les parcs et autres zones publiques des déchets qui y sont jetés. Cette initiative vise à sensibiliser les citoyens du monde entier à la nécessité de protéger l'environnement et de travailler ensemble pour un avenir plus propre et plus durable.
En 2019, Kévin Guerin a cherché à sensibiliser le public sur le thème du numérique responsable par le biais de l’action. En s'inspirant du World Cleanup Day, il a créé l'idée du CyberWCUD, une version numérique du World Cleanup Day, en lien avec le CyberEspace et comparable au Black Friday / Cyber Monday. Cette initiative permet à chacun de réduire son empreinte numérique avec un geste simple et accessible à tous : nettoyer ses données. Cette idée a été proposée au World CleanUp Day, mais elle n'a pas été retenue dans un premier temps puis il croisera un responsable de l'Institut du Numérique Responsable qui avait une idée similaire "Nettoyons nos données. Il proposera alors de porter le projet en créant un partenariat entre le WCD et l'INR ; l'INR apporte l'expertise technique d’un numérique plus vertueux et le WCD apporte l'expertise de la communication et mobilisation. Il devient naturellement le chef de projet pour construire ce programme : Le CyberWCUD est officiellement né ! Le confinement permettra de lancer les  huit recettes faciles pour un CyberCleanUp autour du nettoyage des données auprès de la communauté World Cleanup Day, habituée à faire des nettoyages dans la nature et contrainte de rester à la maison.

### 1reédition
En Septembre 2020 a lieu la première édition du Cyber World CleanUp Day avec son site internet dédié, ses premiers guides de nettoyage de mails et fichiers bureautique et une serie de webinaire pour pallier le manque de documentation et accompagner les organisateurs volontaires. L'Agence de l'Environnement et de la Maîtrise de l'Énergie (ADEME) a estimé dans son étude "La face cachée du numérique" publiée en 2019, que le secteur numérique était responsable de 4% des émissions totales de gaz à effet de serre (GES), un chiffre susceptible de doubler d'ici 2025 avec la forte augmentation de l'utilisation du numérique. Le Cyber World Clean Up Day, une initiative de sensibilisation aux enjeux du numérique responsable, organisée par l'organisation citoyenne World Cleanup Day France et l'Institut du Numérique Responsable, a eu lieu pour la première fois le 19 septembre 2020. Il vise à faire prendre conscience à chacun de son empreinte numérique et à encourager sa réduction.

### 2eédition
En 2021, le projet de nettoyage numérique voit l'arrivée de nouvelles ressources bénévoles et de mécènes. Les fiches de l'année précédente sont réécrites en ajoutant de nouvelles fiches, telles que le nettoyage des réseaux sociaux. Une nouvelle charte graphique et un nouveau logo sont édités ainsi qu’une refonte du site internet eco-conçu pour être aligné avec les valeurs du projet. Un réseau d’ambassadeurs est mis en place pour promouvoir le projet dans les territoires.
Kevin anime deux ateliers pour présenter le projet aux membres de Let's Do It World (LDIW) lors de leur conférence mondiale en janvier 2021, l'entité internationale qui gère le World CleanUp Day et l'association mère du World Cleanup Day France. À la suite de cela, l'association décide d'intégrer ce projet dans ses projets annuels et fixe la date du troisième samedi de mars comme date annuelle.
Les premiers événements de nettoyage numérique internationaux (Italie, Pays-Bas, Maroc) se déploient, certains traduisent même la documentation en italien, néerlandais et anglais. La France réalise plus de 50 % des données supprimées lors de l'édition mondiale du projet mené par Let's Do It World et est récompensée lors de la conférence annuelle LDIW en janvier 2022.
La deuxième édition du Cyber World CleanUp Day a eu lieu du 15 au 20 mars 2021. Dans toute la France, des milliers de citoyens ont été invités à nettoyer leurs données numériques. Cette initiative, portée par l'INR et le World Cleanup Day France, vise à rassembler entreprises, écoles, associations, collectivités et citoyens pour trier et supprimer les données stockées dans le Cloud, sur les serveurs de l'entreprise et sur les équipements numériques.

### 3eédition
La troisième édition de cet événement a été organisée le 19 mars 2022. L'objectif est d'inciter 5% de la population à nettoyer leurs données et/ou à donner une seconde vie à leurs équipements numériques inutilisés.
L'événement a permis de sensibiliser plus de 430 000 personnes grâce à l'organisation de 1 692 CyberCleanups, ce qui a permis de supprimer 1 927 To (Téra octets) de données numériques, de collecter 2 298 appareils numériques pour les réutiliser et de recycler 5 472 kg de DEEE.
En 2023, le Cyber World Cleanup Day change d’identité, de logo et de chef de projet. Il devient par le Digital Cleanup Day et sera porté à l’international par Let's Do It World Association pour faciliter son déploiement dans le monde tout en utilisant la documentation ainsi que l'expertise de l'INR,.

### 4eédition
La quatrième édition du Digital CleanUp Day, une initiative visant à sensibiliser le public à la gestion responsable des déchets électroniques, a eu lieu le 18 mars 2023. Cette édition a vu la participation de plusieurs communes en France, dont Agde, Lot-Et-Garonne, Revel, Ecouflant, Piennes, ou encore Tourcoing via le CLINT (Coordination Locale de l’Inclusion Numérique de Tourcoing).
Les participants ont travaillé ensemble pour collecter et recycler les déchets électroniques, tels que les ordinateurs, les téléphones portables, les imprimantes et autres équipements électroniques, afin de minimiser l'impact environnemental négatif de ces produits.
Outre la participation française, cette édition a également vu la participation de plusieurs pays, notamment la Pologne, la Suisse, les Pays-Bas, l'Allemagne, le Brésil, les États-Unis et l'Italie. L'implication de ces différents pays a permis d'élargir l'impact de l'événement et de sensibiliser davantage de personnes à travers le monde.
La participation de ces différentes communes et pays témoigne de l'importance croissante de la gestion responsable des déchets électroniques. Alors que les technologies numériques continuent de se développer et d'évoluer à un rythme rapide, la quantité de déchets électroniques produits augmente également. Le Digital CleanUp Day offre une opportunité précieuse pour les gouvernements, les entreprises et les citoyens de travailler ensemble et de s'engager à minimiser l'impact environnemental de ces déchets, tout en encourageant le développement d'une économie circulaire plus durable.

## Impacts environnementaux
La fabrication d'un ordinateur de 2 kg nécessite l'extraction de 800 kg de matières premières, tandis qu'un smartphone de 200 g nécessite 200 kg. En outre, une grande quantité d'eau est utilisée dans le processus de fabrication, avec une grande partie des impacts environnementaux ayant lieu pendant cette phase ainsi qu'à la fin de vie des équipements. L'extraction de métaux tels que le lithium, l'or, le cobalt et le cuivre implique la destruction de vastes zones de vie animale et végétale, avec des mines qui peuvent atteindre la taille de 300 terrains de football et une profondeur équivalente à deux tours Eiffel. L'eau utilisée dans l'extraction est souvent rejetée dans la nature sans traitement préalable, ce qui a un impact significatif sur la biodiversité environnante. Les équipements numériques sont rarement recyclés en fin de vie et sont souvent entassés dans des décharges à ciel ouvert, polluant les sols et les cours d'eau. L’empreinte carbone de l’équipement une fois fabriqué est irréductible. En revanche, en allongeant la durée de vie de l’équipement, on contribue à limiter la fabrication de nouveaux équipements. Par exemple, la durée de vie moyenne d’un ordinateur (fixe) étant de six ans, nous économisons le bilan de fabrication de trois ordinateurs à chaque fois que nous prolongeons la durée de vie de plus de deux ans de dix ordinateurs. C’est une économie sur le bilan environnemental de l’équipement d’environ 33 %.
Initialement, on avait pensé que le numérique serait bénéfique pour l'environnement en réduisant la consommation de papier. Cependant, l'empreinte carbone de l'industrie numérique augmente à mesure que la consommation numérique croît de façon exponentielle. Pour sensibiliser les particuliers, les entreprises et les collectivités aux impacts environnementaux du numérique et les inciter à agir pour réduire ces impacts, l'Institut français du numérique responsable (INR) et le Cyber World CleanUp Day France ont organisé une journée intitulée "Nettoyons nos Données" le 20 mars 2021.

## Mobilisations
Depuis plusieurs années, les citoyens de Tourcoing se mobilisent pour effectuer des opérations de nettoyage de leurs rues et espaces extérieurs. En 2021, ces mêmes citoyens ont décidé de s'engager dans une action de nettoyage de l'environnement numérique.
Cette même année, la ville de Remiremont a rejoint le mouvement Cyber World Clean Up Day, en organisant un nettoyage des données numériques chez ses agents. Elle souhaite ainsi sensibiliser les écoles et les associations à la pollution numérique méconnue mais bien réelle.
Dans le cadre de son Plan climat énergie, la communauté de communes Pays d'Uzès s'est associée au Cyber World Clean Up Day en mars 2021.
En septembre 2021, la commune de Saint-Alban a proposé à ses administrés de participer à une action écocitoyenne de nettoyage des déchets sur la voie publique. À cette occasion, l'équipe municipale a également suggéré de faire le ménage dans les appareils numériques pour prendre conscience de cette pollution invisible lors du Cyber World CleanUp Day (CWUD),.
L'association « Zéro waste Pays de Gex » a lancé une nouvelle action numérique pour le Cyber World Clean Up Day, après avoir organisé un concours de sapins zéro déchet avant Noël. En raison des contraintes sanitaires limitant les actions physiques, l'association a proposé aux participants de réaliser un e-nettoyage de printemps de leurs emails, ordinateurs, smartphones et réseaux sociaux.
En tant qu'acteur de la recherche sur le numérique, le Laboratoire Parole et Langage (LPL) a soutenu la Journée internationale de nettoyage des données numériques.
Pour la deuxième année consécutive, le Cyber World Clean Up Day est de retour à La Rochelle du 15 au 20 mars 2021. L'objectif affiché par Marie Nedellec, responsable de la transition numérique à la municipalité de La Rochelle, est de trier les données numériques.
La Jeune chambre économique du Saumurois a créé un petit film d'animation intitulé « La minute 0 déchet » pour inviter les gens à chasser les déchets numériques et proposer un cours de cyber écologie. Cette association, qui possède le label zéro déchet, a adopté le thème pour sensibiliser les gens à l'importance de la lutte contre la pollution numérique.
Dans le cadre du volet numérique de l'ambition, la ville de La Rochelle et la Communauté d'Agglomération ont participé activement à la première édition du Cyber World CleanUp Day du 14 au 20 septembre 2020. Les associations et les entreprises ont également été associées par la Jeune Chambre Economique et l'Union des Clubs d'Entreprises de Charente-Maritime.

### Initiatives nationales indépendantes du projet mondial

#### Estonie
- "Nationwide Digital Cleanup Day" 29 janvier 2021[28]
- Telia Estonia’s Digital Cleanup Day 31 janvier 2020[29]

#### USA
- U.S. National Clean Out Your Computer[30]
- Started in 2000 by the Institute of Business Technology[31]

### Mobilisation 2023 Digital Cleanup Day

#### Pologne
- La Pologne se joint à la célébration de la Journée du nettoyage numérique, une campagne mondiale visant à sensibiliser à la lutte contre la pollution numérique et à la réduction de l’empreinte carbone numérique[32].

#### Suisse
- Pour la seconde année de suite, la ville et le Canton de Genève, ainsi que 17 partenaires publics et privés, collaborent pour promouvoir la sobriété numérique en organisant la Journée genevoise « D-Tox, je nettoie mes données » le vendredi 17 mars[33].

#### Pays-Bas
- Réduire notre empreinte carbone[34].
- Le désencombrement numérique est bon pour l’environnement mais reste une goutte d’eau dans l’océan[35].
- La consommation de données, une part importante dans les émissions de CO2 pour les entreprises[36].
- Journée de nettoyage numérique : 4 raisons pour lesquelles votre entreprise a besoin d’un nettoyage numérique[37],[38],[39].

#### Allemagne
- Journée de nettoyage numérique : e-mails, données et applications superflus[40].
- Journée de nettoyage numérique : 73 % suppriment les e-mails, les données et les applications superflus pour mieux protéger le climat[41].
- Journée de nettoyage numérique: Bitkom donne 5 conseils pour le nettoyage numérique[42].
- Journée de nettoyage numérique : Rangement pour le climat ![43],[44]

#### Brésil
- Même un email pollue : essayons de réduire l’impact écologique de nos déchets numériques[45].

#### USA
- Tout comme l’environnement physique, il y a une énorme quantité de déchets dans le monde numérique[46].
- Ne laissez aucune empreinte (numérique)[47].
- Même un email pollue : essayons de réduire l’impact écologique de nos déchets numériques[48].
- Journée de nettoyage numérique : nettoyez vos données et faites durer vos appareils[49].
- Nettoyer les données numériques pour l’environnement et l’efficacité de l’entreprise[50].

#### Italie
- Même un email pollue : Essayons de réduire l’impact écologique de nos déchets numériques[51].

#### France
- Journée de sensibilisation à l’empreinte environnementale du numérique par l’action[52].
- Digital Cleanup Day à La Réunion : Une journée pour sensibiliser à la pollution numérique[53],[54].
- La journée du nettoyage numérique ou la Digital Cleanup Day : on vous explique pourquoi tout le monde est concerné[55].
- La Médiathèques Agathoise participe à l’évènement mondial du Digital CleanUp Day pour encourager et initier les usagers à l’impact des pratiques actuelles sur la planète[56].
- En Lot-et-Garonne, les téléphones portables s'offrent une seconde jeunesse avec La Poste[57].
- Revel. Ils ont lâché leurs smartphones pour le nettoyage numérique[58].
- Écouflant. Une journée pour sensibiliser à l’empreinte environnementale du numérique[59].
- Si chacun fait le tri dans ses PC et smartphone, tout le monde en profite[60].
- Et si vous faisiez votre ménage numérique ?[61]
- Digital CleanUp Day : 5 conseils pour prolonger la durée de vie de son ordinateur[62].
- Vos anciens téléphones et smartphones collectés[63].
- Ayguesvives. Le "Numérique et moi"[64]
- Une collecte d’outils numériques durant tout le mois[65].
- Atelier Fresque du Numérique pour le Digital Cleanup Day Exodata La Bretagne[66].
- Réduire l'empreinte carbone du travail collaboratif, c'est possible[67].
- Pour le Digital Cleanup Day, Boulanger sensibilise à la durabilité des produits numériques[68].
- Digital Cleanup Day : on nettoie ses données et on fait durer ses appareils[69].
- Cyber World Clean Up Day (CWCUD), c’est quoi ?[70]
- Le Digital Clean Up Day : 5 jours pour se sensibiliser au nettoyage numérique[71].

### Mobilisation 2022 Digital Cleanup Day

#### UK
- Journée de nettoyage numérique : Nos plans[72],[73].

#### Israël
- Comment célébrer la Journée du nettoyage numérique, le 19 mars 2022[74].

#### Croatie
- La Journée nationale de nettoyage numérique fait partie de la campagne Green Purge coordonnée en Croatie par l’Association Žmergo avec le soutien financier du Bureau central de la démographie et de la jeunesse, du ministère des Sciences et de l’Éducation et de la ville d’Opatija[75].

#### Suisse
- Serge Dal Busco : «En matière de durabilité numérique, l’Etat doit montrer l’exemple»[76]

#### Tunisie
- ESET : Un nettoyage de printemps pas comme les autres[77].

#### Sénégal
- On relève le défi du Cyber World CleanUp Day 2022 ![78]

#### Belgique
- Cyber World Cleanup Day : FormaForm s’engage et agit sur la pollution numérique[79].

#### Phillipines
- 6 façons de faire du nettoyage numérique[80].

#### Indonésie
- Digital clean day 2022 : Nettoyez votre cloud et sortez vos poubelles numériques ![81]

#### France
- L’association 3lc - Linux & Logiciels libres - Cognac proposait samedi 19 mars une journée de sensibilisation au numérique responsable[82].
- Chalon : Les bibliothèques de la ville s’associent à la “cyber world cleanup day”[83]
- Aigondigné. Cyber world cleanup day, le 19 mars[84].
- Agglo de La Rochelle : repensons l’usage numérique[85].
- À Quimper, le Centre des abeilles soucieux de l’empreinte environnementale du numérique[86].
- Cyber CleanUp Day : Qu'est-ce que c'est ?[87]
- Digital Cleanup Day : Le grand ménage de printemps du numérique. Yann Lechelle, Scaleway[88]

### Mobilisation 2021 Digital Cleanup Day

#### France
- Cyber World Clean Up Day : nettoyons nos données ![89]
- Le LPL fait son Cyber World CleanUp Day ![90]